# 체르니히우 전투
체르니히우 전투 또는 체르니히우 포위전은 2022년 2월 24일 러시아의 우크라이나 침공 당시 벌어진 전투이다.

## 전투
오전 3시 27분(UTC+2), 러시아 제11근위공중강습여단의 대위와 상병이 체르니히우 근교에서 우크라이나군에 항복했다. 같은 날, 우크라이나는 러시아 제74차량화소총여단의 정찰 소대가 항복했다고 주장했다.
영국 국방부에 따르면, 지난 24일 체르니히우를 공격한 러시아군이 도시 외곽에서 정지했다.
오전 8시 34분(UTC+2)에 우크라이나군은 체르니히우에서 러시아군의 공격을 격퇴하고 러시아군의 장비와 문서를 탈취했다.
오후 2시 25분(UTC+2), 러시아 국방부는 체르니히우를 포위하고 도시를 봉쇄하고 있다고 발표했다. 한편, 영국 국방부는 러시아군이 체르니히우를 점령하는 데에 실패했고, 대신 도시를 우회하여 키예프로 가는 다른 길을 선택했다고 주장했다.

## 같이 보기
- 수미 전투
- 하르키우 전투 (2022년)
- 마리우폴 포위전